# Une semaine sur deux (et la moitié des vacances scolaires)
Pour plus de détails, voir Fiche technique et Distribution.
Une semaine sur deux (et la moitié des vacances scolaires) est une comédie dramatique française écrite et réalisée par Ivan Calbérac, sortie en 2009.

## Synopsis
Depuis la rentrée, Léa Mosnier, 12 ans, a une double vie : une semaine chez sa mère, hyperactive et complètement débordée, et une semaine chez son père, en pleine reconversion professionnelle.
Tandis que ses parents tentent chacun de retrouver un équilibre sentimental, elle va vivre son premier amour, celui qui bouscule les certitudes sur le monde, sur les parents, sur sa vie sentimentale et sur celle de collégienne, celui qui fait qu'on n'est plus vraiment la même.

## Fiche technique
- Titre : Une semaine sur deux (et la moitié des vacances scolaires)
- Réalisation : Ivan Calbérac
- Scénario : Ivan Calbérac
- Décors : Laurent Tesseyre
- Costumes : Charlotte David
- Photographie : Denis Rouden
- Montage : Véronique Parnet
- Musique : Laurent Aknin
- Production : Éric Altmayer, Nicolas Altmayer et Isabelle Grellat
- Société de production : Mandarin Cinéma
- Société de distribution : TFM Distribution
- Pays d'origine :  France
- Langue originale : français
- Format : couleur
- Genre : comédie dramatique
- Dates de sortie :
  -  France : 22 juillet 2009
  -  Belgique : 29 juillet 2009

## Distribution
- Mathilde Seigner : Marjorie
- Bernard Campan : François
- Bertille Chabert : Léa
- Jean-Baptiste Fonck : Maxime
- Keyne Cuypers : Hugo
- Grégori Derangère : Jérôme
- Judith Davis : Pauline
- Danièle Lebrun : Nicole
- Manon Valentin : Chloé
- Didier Brice : M. Gaudin
- Camille Bardery : le prof de gym
- Anne Charrier : Clara
- François Toumarkine : le prof de musique
- Christine Gagnieux : le juge
- Alain Debruyne : l'avocat
- Marina Pastor : Caroline
- Jade Ben Turkia : Manon

## Bande originale
- Hey You d'Émilie Satt
- Everybody's changing de Keane
- The Greatest de Cat Power
- Littlest Things de Lily Allen
- Smilin'!! de Pascale Picard
- Like a Friend de Pulp
- Butterfly de Superbus
- Beautiful Day de Venus

## Autour du film
- Six mois après LOL, un nouveau film français se penche sur l'année scolaire d'une collégienne. Il ne cherche pas à brosser le portrait d'une génération, mais, à travers le personnage d'une Léa, de quelques années la cadette de Lola, se focalise sur la situation de famille et témoigne d'une évolution maintenant banalisée de la société française.[réf. nécessaire]